# Den siste mohikanen (Karl Gerhard)
Den siste mohikanen är en kuplett av Karl Gerhard ur revyn Karl Gerhards indiansommar. Musiken är av Paul Misrachi och den franska sångens titel är Tout va très bien Madame la Marquise.
Karl Gerhards skivinspelning utkom i augusti 1937.